# Trevesenhammer
Trevesenhammer ist ein Gemeindeteil der Gemeinde Pullenreuth im Landkreis Tirschenreuth, Regierungsbezirk Oberpfalz von Bayern.

## Lage
Das Dorf Trevesenhammer liegt etwa 5,5 km südlich von Pullenreuth und 700 m südsüdwestlich von Trevesen. Durch Trevesenhammer fließt die Fichtelnaab, westlich von Trevesenhammer verläuft die Staatsstraße 2189.

## Geschichte
In Trevesenhammer befand sich im 14. und 15. Jahrhundert ein Eisenhammer und vom 16. bis zum 17. Jahrhundert ein Blechhammer, der vom Wasser der Fichtelnaab angetrieben wurde. Die aus Nürnberg stammende Familie der Schreyer, besaß mehrere Hammerwerke in der Oberpfalz: im 14. Jahrhundert der Hammer zu Grünberg (1526), Gronau (1526), Selingau (1526), Erlhammer (1523), Gröbenstetten (1531), Pfrentsch (1533), Riglasreuth (1559) und eben auch Trevesen (1559), ferner im 16. Jahrhundert die Werke Funkenau, Ober-Dechantgesees, Unter-Dechantgesees, Ebnath, Köblitz bei Weidenberg und den Fröbershammer; 1620 bittet Adam Schreyer zu Trevesen um die Erlaubnis, einen neuen Hammer errichten zu dürfen.
Trevesenhammer gehörte zum Amt Waldeck-Kemnath. Nach dem Salbuch von 1413 wird hier ein Schienhammer (Dreffesen der hammer) erwähnt, der zu Walburgis und zu Michaelis Abgaben leisten muss. 1497 muss für den „Hammer Dreffesen“ ein Jährlicher Zins von sechs fl bezahlt werden. Nach dem Steuerregister von 1630 wird der erbbare Hammer Trevesen samt Mühle und Schneidgang auf 3000 fl geschätzt. Nach einem Bericht von 1666 war der Schienhammer gangbar, „darauf aber kein erz, sondern allein sinter verarbeitet wird“. 1714 werden hier ein Hammer, eine Mühle und eine Schneidsäge genannt, die auf 900 fl geschätzt werden. 1720 wird das Hammergut zu einer Landsasserei erhoben, die Landsassenfreiheit wird Michael Anton von Ponzelin und Melchior Raab verliehen. 1792 wird der Eisenhammer als gänzlich (darnieder) liegend bezeichnet. 1820 werden zu Trevesenhammer sieben Wohngebäude mit 92 Einwohnern genannt, 1961 sind es zehn Wohngebäude mit 60 Einwohnern.
1808 gehörte Trevesenhammer als Teil des Steuerdistrikts Trevesen zum Landgericht Kemnath. Trevesenhammer wurde als Bestandteil der Gemeinde Trevesen am 1. Januar 1972 nach Pullenreuth eingegliedert.

## Baudenkmäler
- Schloss Trevesenhammer
- Marienkapelle von 1735, 1989/90 in ursprünglicher Form wiederhergestellt[4]